# Kindu
Kindu   este un oraș  în  partea central-estică a Republicii Democrate Congo, pe fluviul Congo, la 400 km vest de Bukavu. Este reședința  provinciei  Maniema.